# Knubbig hårjordtunga
Knubbig hårjordtunga (Trichoglossum walteri) är en svampart som först beskrevs av Miles Joseph Berkeley, och fick sitt nu gällande namn av E.J. Durand 1908. Knubbig hårjordtunga ingår i släktet Trichoglossum och familjen Geoglossaceae.  Arten är reproducerande i Sverige. Inga underarter finns listade i Catalogue of Life.